# A Tottenham Hotspur 2006–2007-es szezonja
A 2006–2007-es idényben a Tottenham Hotspur a Premier League-ben szerepelt.

## Mezek
A csapat mezeit a 2006–07-es szezonra a Puma készítette, fő szponzoruk a Mansion volt.
| \| \| \| \| \| \| \| \| \| \| \| \| |              |              |
| Hazai mez                           |              |              |
| Team colours                        | Team colours | Team colours |
| Team colours                        |              |              |
| Team colours                        |              |              |

| Team colours | Team colours | Team colours |
| Team colours |              |              |
| Team colours |              |              |

| \| \| \| \| \| \| \| \| \| \| \| \| |              |              |
| Idegenbeli mez                      |              |              |
| Team colours                        | Team colours | Team colours |
| Team colours                        |              |              |
| Team colours                        |              |              |

| Team colours | Team colours | Team colours |
| Team colours |              |              |
| Team colours |              |              |

| \| \| \| \| \| \| \| \| \| \| \| \| |              |              |
| Harmadik mez (UEFA-kupa)            |              |              |
| Team colours                        | Team colours | Team colours |
| Team colours                        |              |              |
| Team colours                        |              |              |

| Team colours | Team colours | Team colours |
| Team colours |              |              |
| Team colours |              |              |

## Játékosok

### Érkeztek
| Dátum           | Játékos             | Korábbi klubja   | Ár               |
| --------------- | ------------------- | ---------------- | ---------------- |
| 2006. június    | Benoít Assou-Ekotto | RC Lens          | 3.5 millió font  |
| 2006. július    | Didier Zokora       | Saint-Étienne    | 8.6 millió font  |
| 2006. július    | Dimitar Berbatov    | Bayer Leverkusen | 10.9 millió font |
| 2006. július    | Tomas Pekhart       | Slavia Praha     | Ingyen           |
| 2006. július    | Dorian Dervite      | Lille            | ??               |
| 2006. augusztus | Mido                | AS Roma          | ??               |
| 2006. augusztus | Steed Malbranque    | Fulham           | 2 millió font    |
| 2006. augusztus | Pascal Chimbonda    | Wigan            | 4.5 millió font  |
| 2007. január    | Ben Alnwick         | Sunderland       | Játékoscsere     |
| 2007. január    | Ádel Táarábt        | RC Lens          | ??               |
| 2007. január    | Ricardo Rocha       | Benfica          | 3.2 millió font  |
|                 |                     |                  |                  |
|                 |                     |                  | Összesen         |
|                 |                     |                  | 32,7 millió font |

### Távoztak
| Dátum           | Játékos            | Új klubja         | Ár                          |
| --------------- | ------------------ | ----------------- | --------------------------- |
| 2006. június    | Marcel McKie       | ??                | Ingyen, lejárt a szerződése |
| 2006. június    | Núr ed-Dín Najbet  | –                 | Lejárt a szerződése         |
| 2006. június    | Goran Bunjevčević  | ADO Den Haag      | Ingyen, lejárt a szerződése |
| 2006. június    | Mounir El Hamdaoui | Willem II         | Ingyen                      |
| 2006. június    | Dean Marney        | Hull City         | ??                          |
| 2006. június    | Stephen Kelly      | Birmingham        | 750,000 font                |
| 2006. június    | Michael Carrick    | Manchester United | 18.6 millió font            |
| 2006. augusztus | Andy Reid          | Charlton          | 3 millió font               |
| 2007. január    | Edgar Davids       | Ajax              | Ingyen                      |
| 2007. január    | Calum Davenport    | West Ham          | 3 millió font               |
| 2007. január    | Fülöp Márton       | Sunderland        | 500,000 font                |
|                 |                    |                   |                             |
|                 |                    |                   | Összesen                    |
|                 |                    |                   | 25,85 millió font           |

### Kölcsönben
| Dátum           | Játékos         | Csapat       | Kölcsön időtartama     |
| --------------- | --------------- | ------------ | ---------------------- |
| 2006. augusztus | Wayne Routledge | Fulham       | 2006-07-es szezon vége |
| 2006. augusztus | Rodrigo Defendi | AS Roma      | 2006-07-es szezon vége |
| 2006. augusztus | Mark Yeates     | Hull City    | 2006-07-es szezon vége |
| 2006. november  | Charlie Lee     | Millwall     | Nyolc hónap            |
| 2007. január    | Reto Ziegler    | Sampdoria    | Hat hónap              |
| 2007. január    | Robert Burch    | Barnet       | Hat hónap              |
| 2007. március   | Charlie Daniels | Chesterfield | Egy hónap              |

### Keret
| #  |                  | Poszt | Név                                             |
| -- | ---------------- | ----- | ----------------------------------------------- |
| 1  | angol            | K     | Paul Robinson                                   |
| 2  | francia          | V     | Pascal Chimbonda                                |
| 3  | Dél-Korea        | V     | Li Jungpjo                                      |
| 4  | elefántcsontpart | KP    | Didier Zokora                                   |
| 5  | holland          | KP    | Edgar Davids                                    |
| 6  | finn             | KP    | Teemu Tainio                                    |
| 7  | kanada           | V     | Paul Stalteri                                   |
| 8  | angol            | KP    | Jermaine Jenas                                  |
| 9  | bolgár           | CS    | Dimitar Berbatov                                |
| 10 | ír               | CS    | Robbie Keane                                    |
| 11 | egyiptom         | CS    | Mido                                            |
| 12 | cseh             | K     | Radek Černý (kölcsönben az SK Slavia Praha-tól) |
| 13 | angol            | KP    | Danny Murphy                                    |
| 14 | egyiptom         | KP    | Hossam Ghaly                                    |
| 15 | francia          | KP    | Steed Malbranque                                |
| 16 | svájc            | V     | Reto Ziegler                                    |

| #  |          | Poszt | Név                          |
| -- | -------- | ----- | ---------------------------- |
| 17 | Magyar   | K     | Fülöp Márton                 |
| 18 | angol    | CS    | Jermain Defoe                |
| 19 | francia  | KP    | Ádel Táarábt                 |
| 20 | angol    | V     | Michael Dawson               |
| 21 | angol    | KP    | Wayne Routledge              |
| 22 | angol    | KP    | Tom Huddlestone              |
| 24 | angol    | KP    | Jamie O'Hara                 |
| 25 | angol    | KP    | Aaron Lennon                 |
| 26 | angol    | V     | Ledley King (csapatkapitány) |
| 27 | angol    | V     | Calum Davenport              |
| 28 | angol    | CS    | Lee Barnard                  |
| 29 | ír       | V     | Philip Ifil                  |
| 30 | angol    | V     | Anthony Gardner              |
| 32 | kamerun  | V     | Benoît Assou-Ekotto          |
| 33 | portugál | V     | Ricardo Rocha                |
| 40 | angol    | K     | Rob Burch                    |

## Mérkőzések

### Szezon előtti mérkőzések
| 2006. július 13. | Bordeaux   | 1 – 2   | Tottenham Hotspur     | Stade Chaban-Delmas, Bordeaux |
| 2006. július 13. | Micoud 44' | (1 – 1) | 35' Defoe 87' McKenna | Stade Chaban-Delmas, Bordeaux |

Bordeaux: Valverde, Dos Santos Souza, Jurietti, Alonso, Darcaeville, Francia, Valencia, Micoud, Laute, Rame, Baysse, Faubert, Ducasse, Balde, Bregerie, Marange, Cid, Obertan, Tremoulinas.
Spurs: Cerny, Ifil (McKenna, 79), Assou-Ekotto, Davids, Dawson, Gardner, Routledge (Ziegler, 60), Murphy (Lee, 87), Berbatov (Barnard, 79), Defoe (O'Hara, 60), Reid.

Nem játszott: Davenport, Fülöp, Huddlestone.
| 2006. július 14. | Nice | 0 – 1   | Tottenham Hotspur | Stade du Ray, Nice |
| 2006. július 14. |      | (0 – 1) | 43' Barnard       | Stade du Ray, Nice |

Nice: Gregorini, Onyekashi, Fanni, Abardonado, Yahia, Echouafini, Balmont, Rool, Hnondrato Campos, Camara, Moussilou, Bellion, Diakite, Gace, Kante, Scotto, Toure, Traore, Lloris, Moreaua.
Spurs: Fülöp, Stalteri, Ziegler, Huddlestone, King (Murphy, 72), Davenport, Routledge (Defoe, 46), Ghaly, Barnard (McKenna, 85), Tainio, O'Hara.

Nem játszott: Černy, Defoe, Ifil, Lee, Barcham.
| 2006. július 18. | Celta de Vigo | 0 – 2        | Tottenham Hotspur | Estadio Balaídos, Vigo |
| 2006. július 18. |               | (0 – 0) | 50' 52' Defoe     | Estadio Balaídos, Vigo |

Celta Vigo: 1. félidő: Pinto, Oubina, Lequi, Nunez, Angel, Baiano, Gustavo Lopez, Placente, Contreras, Guayre, Vila.

2. félidő: Pinto, Richy, Roberto, Guerrero, Perea, Roberto, Vela, Yago Yao, Aspas, Jorge, De Ridder.
Spurs: Černy, Ghaly (Li, 85), Assou-Ekotto, Davids (Tainio, 46), Davenport (Dawson, 46), King (Huddlestone, 46), Routledge (Ifil, 65), Murphy (Defoe, 46), Barnard (Berbatov, 46), Keane (McKenna, 70), Ziegler (O'Hara, 65).

Nem játszott: Fülöp, Barcham.
| 2006. július 22. | Birmingham City | 0 – 2   | Tottenham Hotspur | St Andrew's, Birmingham Játékvezető: M. Riley |
| 2006. július 22. |                 | (0 – 2) | 12' 14' Berbatov  | St Andrew's, Birmingham Játékvezető: M. Riley |

Spurs: Fülöp, Routledge (Ifil, 66), King (Davenport, 66), Dawson, Assou-Ekotto, Huddlestone, Ghaly (Ziegler, 57), Tainio, Defoe (O'Hara, 86), Keane (Murphy, 64), Berbatov (Barnard, 71). 
Nem játszott: Cerny.
Birmingham City: Maik Taylor, Kelly, Sadler (Painter, 71), Martin Taylor (Bruce, 66), N'Gotty, Johnson, Dunn (Clemence, 57), Danns (Aluko, 84), Pennant, Jerome (Forrsell, 66), Campbell.

Nem játszott: Doyle, Kilkenny, Oji, Till.
| 2006. július 25. | Stevenage Borough | 0 – 3   | Tottenham Hotspur          | Broadhall Way, Stevenage |
| 2006. július 25. |                   | (0 – 1) | 33' 87' Defoe 81' Berbatov | Broadhall Way, Stevenage |

Stevenage Borough: Potter, Fuller, Nutter, Oliver (Goodliffe, 84), Gaia, Bulman (Henry, 50), Thorpe, Miller (Lewis, 84), Boyd (Hatton, 68), Dobson (Mackie, 68), Stamp (Nurse, 61).

Nem játszott: Julian, Osei, M Wright, Atieno, Gier, Binns, C Wright.
Spurs: Černy, Tainio, Assou-Ekotto, Huddlestone, Dawson, King (O'Hara, 85), Ghaly (Routledge, 46), Davids, Berbatov (Barnard, 82), Keane (Ifil, 75), Defoe.

Nem játszott: Forecast, McKenna, Daniels.
| 2006. július 30. | Tottenham Hotspur | 2 – 1   | Internazionale | White Hart Lane, London |
| 2006. július 30. | Tainio 36' 79'    | (1 – 1) | 43' Martins    | White Hart Lane, London |

Spurs: Černy (Fülöp, 46), Routledge, Assou-Ekotto, Huddlestone (Ghaly, 62), Dawson, Davenport, Tainio, Davids, Keane (Murphy, 82), Berbatov, Defoe (Ziegler, 72).

Nem játszott: Gardner, Barnard, Ifil.
Inter: Toldo, Cordoba, Maicon, Zanetti, Stankovic, Samuel, Pizarro, Cesar (Choutos, 82), Marino (Solari, 46), Dacourt, Martins.

Nem játszott: Carini, Slavkovski, Bonucci, Fautario, Belajd, Andreolli.
| 2006. augusztus 5. | Borussia Dortmund | 1 – 1   | Tottenham Hotspur | Signal Iduna Park, Dortmund |
| 2006. augusztus 5. | Frei 36'          | (1 – 1) | 43' Berbatov      | Signal Iduna Park, Dortmund |

Dortmund: Weidenfeller, Brzenska, Kehl, Kringe, Valdez, Pienaar, Frei, Dede, Metzeldwe, Kruska, Degen.

Cserék: Meier, Amedick, Amoah, Odonkor, Smolarek, Ricken, Sahin.
Spurs: Robinson, Li (Stalteri 62), Assou-Ekotto, Zokora (Huddlestone 76), Dawson, Davenport, Lennon (Defoe 57), Jenas (Ghaly 62), Berbatov (Routledge 75), Keane, Murphy (Ziegler 57). 
Nem játszott: Cerny, Gardner.
| 2006. augusztus 12. | Tottenham Hotspur    | 2 – 1   | Real Sociedad | White Hart Lane, London |
| 2006. augusztus 12. | Defoe 27' Dawson 61' | (1 – 1) | 39' Uranga    | White Hart Lane, London |

Spurs: Robinson, Li, Assou-Ekotto, Zokora, Dawson, Davenport, Lennon (Ghaly, 78), Jenas (Huddlestone, 78), Berbatov, Defoe (Murphy, 70), Davids (Ziegler, 78).

Nem játszott: Černy, Stalteri, Gardner, Barnard.
Real Sociedad: Riesgo, Leon, Rivas, Gutierrez, Labaka, Kovacevic (Cerio, 73), Novo (Felicio, 61), Rekarte (Garrido, 81), Uranga (Aranburu, 67), Alonso, Prieto (Rossato, 84).

Nem játszott: Bravo, Stevanovic, Ansotegi, Cifuentes, Martinez.

### Premier League
| 2006. augusztus 19. | Bolton Wanderers               | 2 – 0   | Tottenham Hotspur | Reebok stadion, Bolton Nézőszám: 22 899 Játékvezető: P Dowd (Staffordshire) |
| 2006. augusztus 19. | Kevin Davies 9' Ivan Campo 13' | (2 – 0) |                   | Reebok stadion, Bolton Nézőszám: 22 899 Játékvezető: P Dowd (Staffordshire) |

Bolton: Jaaskelainen, Hunt, Meite, Ben Haim, Fortune, Campo, Diouf, Nolan, Speed, Vaz Te (Giannakopoulos 86), Davies.

Nem játszott: Walker, Tal, Smith, Fojut.
Tottenham: Robinson, Lee (Huddlestone 75), Dawson, Davenport, Assou-Ekotto, Lennon, Jenas, Zokora (Keane 59), Davids, Defoe, Berbatov.

Nem játszott: Černy, Gardner, Ziegler.
| 2006. augusztus 22. | Tottenham Hotspur     | 2 – 0   | Sheffield United | White Hart Lane, London Nézőszám: 35 287 Játékvezető: P Walton (Northamptonshire) |
| 2006. augusztus 22. | Berbatov 7' Jenas 17' | (2 – 0) |                  | White Hart Lane, London Nézőszám: 35 287 Játékvezető: P Walton (Northamptonshire) |

Tottenham: Robinson, Assou-Ekotto, Dawson, Davenport, Lee, Lennon, Jenas, Tainio (Zokora 69), Davids, Berbatov, Keane (Defoe 82).

Nem játszott: Cerny, Stalteri, Gardner.
Sheffield: Kenny, Sommeil (Montgomery 60), Bromby, Morgan, Unsworth (Nade 61), Gillespie (Alan Quinn 80), Jagielka, Tonge, Armstrong, Akinbiyi, Webber.

Nem játszott: Kozluk, Leigertwood. 
| 2006. augusztus 26. | Tottenham Hotspur | 0 – 2   | Everton                                       | White Hart Lane, London Nézőszám: 35 540 Játékvezető: M Halsey (Lancashire) |
| 2006. augusztus 26. | Dawson            | (0 – 0) | 53' (öngól) Davenport 66' Johnson 33' Kilbane | White Hart Lane, London Nézőszám: 35 540 Játékvezető: M Halsey (Lancashire) |

Tottenham: Robinson, Lee (Defoe 60), Dawson, Davenport, Assou-Ekotto, Lennon, Jenas, Davids, Tainio (Zokora 74), Berbatov, Keane.
Subs Not Used: Cerny, Stalteri, Gardner.
Everton: Howard, Neville, Yobo, Lescott (Weir 84), Naysmith, Osman, Carsley, Arteta, Kilbane, Cahill, Johnson.
Subs Not Used: Wright, Hibbert, Beattie, McFadden.

### UEFA-kupa
Csoportkör (B csoport)
| Team              | Pont | Meccs | Gy | D | V | LG | KG | GK |
| ----------------- | ---- | ----- | -- | - | - | -- | -- | -- |
| Tottenham Hotspur | 12   | 4     | 4  | 0 | 0 | 9  | 2  | 7  |
| Dinamo Bukarest   | 7    | 4     | 2  | 1 | 1 | 6  | 6  | 0  |
| Bayer Leverkusen  | 4    | 4     | 1  | 1 | 2 | 4  | 5  | -1 |
| Beşiktaş          | 3    | 4     | 1  | 0 | 3 | 4  | 7  | -3 |
| Club Brugge       | 2    | 4     | 0  | 2 | 2 | 4  | 7  | -3 |

## Statisztika
| Mezszám | Poszt | Ország           | Játékos             | Mérkőzések | Gólok | Sárga lap | Piros lap |
| ------- | ----- | ---------------- | ------------------- | ---------- | ----- | --------- | --------- |
| 1       | GK    | Anglia           | Paul Robinson       | 54         | 1     | 0         | 0         |
| 2       | DF    | Franciaország    | Pascal Chimbonda    | 51         | 1     | 8         | 0         |
| 3       | DF    | Dél-Korea        | Li Jhongphjo        | 31         | 0     | 0         | 0         |
| 4       | MF    | Elefántcsontpart | Didier Zokora       | 47         | 0     | 4         | 1         |
| 5       | MF    | Hollandia        | Edgar Davids        | 13         | 0     | 1         | 0         |
| 6       | DF    | Finnország       | Teemu Tainio        | 32         | 2     | 2         | 1         |
| 7       | DF    | Kanada           | Paul Stalteri       | 14         | 1     | 2         | 0         |
| 8       | MF    | Anglia           | Jermaine Jenas      | 34         | 8     | 5         | 0         |
| 9       | FW    | Bulgária         | Dimitar Berbatov    | 43         | 23    | 3         | 0         |
| 10      | FW    | Írország         | Robbie Keane        | 44         | 22    | 4         | 1         |
| 11      | FW    | Egyiptom         | Mido                | 23         | 5     | 4         | 0         |
| 12      | GK    | Csehország       | Radek Černý         | 5          | 0     | 1         | 0         |
| 13      | MF    | Anglia           | Danny Murphy        | 19         | 2     | 1         | 0         |
| 14      | MF    | Egyiptom         | Hosszám Gáli        | 34         | 3     | 7         | 1         |
| 15      | MF    | Franciaország    | Steed Malbranque    | 39         | 5     | 7         | 0         |
| 16      | DF    | Svájc            | Reto Ziegler        | 4          | 0     | 0         | 0         |
| 17      | GK    | Magyarország     | Fülöp Márton        | 0          | 0     | 0         | 0         |
| 18      | FW    | Anglia           | Jermain Defoe       | 48         | 18    | 5         | 0         |
| 19      | MF    | Franciaország    | Ádel Táarábt        | 1          | 0     | 0         | 0         |
| 20      | DF    | Anglia           | Michael Dawson      | 57         | 1     | 8         | 0         |
| 21      | MF    | Anglia           | Wayne Routledge     | 0          | 0     | 0         | 0         |
| 22      | MF    | Anglia           | Tom Huddlestone     | 35         | 3     | 1         | 0         |
| 24      | MF    | Anglia           | Jamie O'Hara        | 0          | 0     | 0         | 0         |
| 25      | MF    | Anglia           | Aaron Lennon        | 43         | 3     | 0         | 0         |
| 26      | DF    | Anglia           | Ledley King         | 27         | 0     | 1         | 0         |
| 27      | DF    | Anglia           | Calum Davenport     | 15         | 1     | 1         | 1         |
| 28      | FW    | Anglia           | Lee Barnard         | 0          | 0     | 0         | 0         |
| 29      | DF    | Írország         | Philip Ifil         | 2          | 0     | 0         | 0         |
| 30      | DF    | Anglia           | Anthony Gardner     | 16         | 0     | 3         | 0         |
| 32      | DF    | Kamerun          | Benoît Assou-Ekotto | 29         | 0     | 1         | 0         |
| 33      | DF    | Portugália       | Ricardo Rocha       | 13         | 0     | 2         | 0         |
| 40      | GK    | Anglia           | Rob Burch           | 0          | 0     | 0         | 0         |

### A legtöbb gólt szerző játékosok
| # | Játékos          | Poszt       | Premier League | FA-kupa | Ligakupa | UEFA-kupa | Összesen |
| - | ---------------- | ----------- | -------------- | ------- | -------- | --------- | -------- |
| 1 | Dimitar Berbatov | Csatár      | 12             | 3       | 1        | 7         | 23       |
| 2 | Robbie Keane     | Csatár      | 11             | 5       | 1        | 5         | 22       |
| 3 | Jermain Defoe    | Csatár      | 10             | 1       | 4        | 3         | 18       |
| 4 | Jermaine Jenas   | Középpályás | 6              | 1       | 0        | 1         | 8        |
| 5 | Mido             | Csatár      | 1              | 1       | 3        | 0         | 5        |

### A legtöbb mérkőzésen pályára lépő játékosok
| # | Játékos          | Poszt  | Premier League | FA-kupa | Ligakupa | UEFA-kupa | Összesen |
| - | ---------------- | ------ | -------------- | ------- | -------- | --------- | -------- |
| 1 | Michael Dawson   | Hátvéd | 37             | 6       | 4        | 10        | 57       |
| 2 | Paul Robinson    | Kapus  | 38             | 4       | 3        | 9         | 54       |
| 3 | Pascal Chimbonda | Hátvéd | 33             | 4       | 4        | 10        | 51       |
| 4 | Jermain Defoe    | Csatár | 33             | 5       | 5        | 5         | 48       |
| 5 | Robbie Keane     | Csatár | 27             | 5       | 3        | 9         | 44       |